# Никлас Каул
Никлас Каул (Мајнц, 11. фебруар 1998.) немачки је атлетичар који  је освојио златну медаљу у десетобоју на Светском првенству 2019, поставши тада најмлађи шампион света у десетобоју. Поред тога, освојио је златне медаље на Европском првенству 2022., Светском првенству за јуниоре 2016. и Европском првенству за јуниоре 2017. Актуелни је светски рекордер за јуниоре у десетобоју са резултатом од 8.435 поена.
Након што је завршио средњу школу у Нидер-Олму, Каул је 2017. почео да учи за наставника на Универзитету Јоханес Гутенберг у Мајнцу, у почетку са само неколико сати недељно из физике, да би касније додао спорт као други главни смер студирања.
Пре него што се определио за атлетику, играо је рукомет.

## Међународна такмичења
| Година                 | Такмичење                           | Место                  | Позиција               | Дисциплина             | Резултат               | Белешка                |
| Представљајући Немачку | Представљајући Немачку              | Представљајући Немачку | Представљајући Немачку | Представљајући Немачку | Представљајући Немачку | Представљајући Немачку |
| ---------------------- | ----------------------------------- | ---------------------- | ---------------------- | ---------------------- | ---------------------- | ---------------------- |
| 2015                   | Светско првенство за млађе јуниоре  | Кали, Колумбија        | 2.                     | Бацање копља           | 78.05 м                |                        |
| 2015                   | Светско првенство за млађе јуниоре  | Кали, Колумбија        | 1.                     | Десетобој              | 8.002 поена            |                        |
| 2016                   | Светско првенство за јуниоре        | Бидгошч, Пољска        | 1.                     | Десетобој              | 8.162 поена            | СР-U20                 |
| 2017                   | Европско првенство за јуниоре       | Гросето, Италија       | 1.                     | Десетобој              | 8.435 поена            | СР-U20                 |
| 2018                   | Европско првенство                  | Берлин, Немачка        | 4.                     | Десетобој              | 8.220 поена            |                        |
| 2019                   | Европско првенство за млађе сениоре | Јевле, Шведска         | 1.                     | Десетобој              | 8.572 поена            |                        |
| 2019                   | Светско првенство                   | Доха, Катар            | 1.                     | Десетобој              | 8.691 поен             |                        |
| 2021                   | Олимпијске игре                     | Токио, Јапан           | Без пласмана           | Десетобој              | Одустао                |                        |
| 2022                   | Светско првенство                   | Јуџин, САД             | 6.                     | Десетобој              | 8.434 поена            |                        |
| 2022                   | Европско првенство                  | Минхен, Немачка        | 1.                     | Десетобој              | 8.545 поена            |                        |
| 2023                   | Светско првенство                   | Будимпешта, Мађарска   | Без пласмана           | Десетобој              | Одустао                |                        |
| 2024                   | Европско првенство                  | Рим, Италија           | 4.                     | Десетобој              | 8.547 поена            |                        |
| 2024                   | Олимпијске игре                     | Париз, Француска       | 8.                     | Десетобој              | 8.445 поена            |                        |

## Лични рекорди
На отвореном:
- 100 метара – 11,16 с (ветар -0,2 м/с, Минхен 2022)
- 400 метара – 47,87 с (Минхен 2022)
- 1.500 метара – 4:10,04 мин (Минхен 2022)
- 110 метара с препонама – 14,27 с (ветар +0,4 м/с, Јуџин 2022)
- Скок увис – 2,11 м (Токио 2021)
- Скок с мотком – 5.00 м (Доха 2019.)
- Скок удаљ – 7,44 м (ветар +0,9 м/с, Рим 2024)
- Бацање кугле – 15.19 м (Јевле 2019.)
- Бацање диска – 49,89 м (Рим 2024)
- Бацање копља – 79,05 м (Доха 2019)
- Десетобој – 8.691 поена (Доха 2019)

У дворани:
- 60 метара с препонама – 8,24 с (Франкфурт 2019)
- Скок у вис – 1,90 м (Дортмунд 2019)
- Скок с мотком – 5.00 м (Франкфурт 2019.)
- Бацање кугле – 13.23 м (Лудвигсхафен 2018)